# Dyjsko-svratecká niva
Dyjsko-svratecká niva je geomorfologický podcelek na jižní Moravě. Je součástí Dyjsko-svrateckého úvalu.
Jedná se o údolní nivu, která vytváří akumulační roviny podél středního toku Dyje (od obce Dyje po soutok s Jihlavou a Svratkou) a dolních toků Jihlavy (od Pravlova) a Svratky (od Brna, včetně nejspodnější části toku Svitavy od Maloměřic). Tvořena je čtvrtohorními sedimenty. Většinu nivy zabírají především pole, louky, zbytky lužních porostů či ostrůvky vátých písků, nachází se zde množství mrtvých ramen vodních toků. Na společném soutoku všech tří řek bylo postaveno vodní dílo Nové Mlýny tvořené třemi nádržemi.
V prostoru Dyjsko-svratecké nivy se nachází množství maloplošných chráněných území, kolem řeky Jihlavy byl zřízen přírodní park Niva Jihlavy.
Člení se na Dolnosvrateckou nivu, Dolnojihlavskou nivu a Středodyjskou nivu.